# Џем од шљива
Џем од шљива је производ добијен кувањем крупно насецканих, преполовљених или чак целих шљива са доста шећера, обично на 1 кг очишћеног воћа долази 1 кг шећера. Кување уз неопходно и константно мешање траје кратко (15-20 минута) јер би се дужим кувањем шећер кристалисао и потамнео чиме би и џем био тамнији. Карактеристика овог производа је што садржи целе или комаде плодова у уједначено желираној маси, без издвајања течног дела. Суштина свега је да се у џему јасно види од чега је направљен.
Џем од шљива многима је најдражи слатки намаз који са хлебом и маслацем чини савршени доручак, а на палачинкама одличан десерт или слатка ужина.

## Нутритивне вредности
| На 100 грама        |      |       |
| ------------------- | ---- | ----- |
| Енергетска вредност | kcal | 124   |
| Протеини            | g    | 1.09  |
| Масти               | g    | 0.22  |
| Угљени хидрати      | g    | 32.88 |

| Минерала        |    |      |
| --------------- | -- | ---- |
| Калцијум (Ca)   | mg | 21   |
| Гвожђе (Fe)     | mg | 1.04 |
| Магнезијум (Mg) | mg | 19   |
| Фосфор (P)      | mg | 33   |
| Калијум (K)     | mg | 312  |
| Натријум (Na)   | mg | 2    |
| Цинк (Zn)       | mg | 0.22 |

| Витамина    |    |       |
| ----------- | -- | ----- |
| Витамин Ц   | mg | 2.7   |
| Витамин Б1  | mg | 0.022 |
| Витамин Б2  | mg | 0.093 |
| Витамин Б3  | mg | 0.675 |
| Витамин Б6  | mg | 0.203 |
| Витамин Б12 | µg | 0.000 |
| Витамин А   | IU | 285   |
| Витамин Д   | IU | 0.000 |

Извор: USDA

## Састојци и начин припреме
На 1 кг припремљених шљива обично додајемо:
- 0,8 до 1 кг шећера, од чега део (око 0,2 кг) додамо помешан са желатином;
- 40 гр желатина у праху (од 20 до 80 гр);
- 2 до 4 гр лимунске киселине.

По укусу могуће је додати још: рум, чоколаду, штапић ваниле или цимет.

### Начин припреме:
- Опрати и очистити шљиве од коштица и петељки;
- Целе или располовљене шљиве ставити у посуду са мало воде и кувати 10-15 минута;
- Додати желатин, добро промешан са петоструко већом количином шећера и кувати још 1-2 минута;
- Додати остатак шећера, помешан са лимунском киселином, и кувати још 3-6 минута од почетка кључања;
- Током кувања одстрањивати пену, вршити проверу густине џема;
- Сипати у тегле док је још топао.